# رولاند سفينسون
رولاند سفينسون هو مصارع هاوي سويدي، ولد في 23 يونيو 1945 في مالمو في السويد، وتوفي بنفس المكان في 20 مارس 2014.

## وصلات خارجية
- رولاند سفينسون على موقع قاعدة بيانات المصارعة الدولية (الإنجليزية)
- رولاند سفينسون على موقع أوليمبيديا (الإنجليزية)
- رولاند سفينسون على موقع اللجنة الأولمبية السويدية (السويدية)